# Bàng Long Uẩn
Bàng Cư Sĩ (zh. 龐居士 Páng Jūshì, ja. Hōkoji, 740–808), còn gọi là Bàng Uẩn Cư Sĩ, Bàng Long Uẩn, là cư sĩ Thiền Tông ngộ đạo nổi tiếng thời Đường. Ông là môn đệ của hai vị Thiền sư kiệt xuất đương thời là Thạch Đầu Hi Thiên và Mã Tổ Đạo Nhất, đồng thời ông cũng là bạn với Thiền sư Đan Hà Thiên Nhiên. Ông được xem như là cư sĩ Duy Ma Cật của Trung Quốc và là minh chứng cho việc những người cư sĩ, phật tử bình thường (không phải người xuất gia) nếu có ý chí tu học cũng có thể đạt đạo và sống một cuộc đời giác ngộ.
Những cuộc pháp chiến, đối đáp thiền ngữ với các Thiền sư đương thời và 300 bài kệ Thiền do ông sáng tác đã được ghi chép lại trong quyển Bàng Uẩn Ngữ Lục, đây là một điều khá hiếm vì thông thường các bản ngữ lục chỉ dùng để ghi chép hành trạng, pháp ngữ của các vị Thiền sư nổi tiếng. Các công án Thiền và Thơ Thiền của ông đã gây cảm hứng rất nhiều đến người đời sau.

## Tiểu sử

### Gia đình
Ông tên thật là Bàng Uẩn, và cũng hay được gọi là Bàng Cư sĩ. Bàng (龐) là họ của ông và Cư sĩ (居士) trong tiếng Sanskrit là Upasaka, tức dùng để chỉ những người tu học theo Phật Pháp nhưng không cạo tóc, xuất gia. Ông quê ở huyện Hành Dương, Xung Châu và gia đình ông vốn theo Nho Giáo, đời sống ông khá thanh đạm. Ông là một thương gia giàu có và có gia đình êm ấm, vợ ông thường được gọi là bà Bàng, con gái ông tên là Bàng Linh Chiếu (zh. Linhchao), con trai tên là Bàng Đại. Gia đình ông bốn người đều hứng thú với việc học Phật Pháp và thường xuyên xem Kinh Điển, về sau, cả gia đình ông đều đại ngộ.

### Tu học
Năm 785, ông đến núi Hành Sơn (một trong chín ngọn núi thiêng của Trung Quốc) để gặp Thiền sư Thạch Đầu Hi Thiên - một trong hai vị thiền sư nổi trội nhất đương thời (người còn lại là Mã Tổ Đạo Nhất) và tham hỏi về Thiền. Ông hỏi Thiền sư Thạch Đầu: "Người không cùng muôn pháp làm bạn là ai?" Thiền sư Thạch Đầu lấy tay bụp miệng ông lại, ông bỗng nhiên có chổ khai ngộ,
Một hôm Thiền sư Thạch Đầu hỏi: "Từ ngày ông thấy lão Tăng đến nay hằng ngày làm việc gì?" Ông đáp: "Nếu hỏi việc làm hằng ngày tức không có chỗ mở miệng." và trình bài kệ sau:
| 日用事無別 唯吾自偶諧 頭頭非取捨 處處勿張乖 朱紫誰爲貴 丘山絕點埃 神通并妙用 運水及般柴 | Nhật dụng sự vô biệt Duy ngô tự ngẫu hài Đầu đầu phi thủ xả Xứ xứ vật trương quai Châu tử thuỳ vi quý Khâu sơn tuyệt điểm ai Thần thông tịnh diệu dụng Vận thủy cập ban sài! | Hằng ngày không việc khác Mình ta ta hoà chung Việc việc không nắm bỏ Nơi nơi chẳng trệ ngưng Quan chức có gì quý Đồi núi bặt bụi hồng Thần thông cùng diệu dụng Gánh nước bửa củi tài! |

Thiền sư Thạch Đầu thấy ông có trí huệ, căn cơ tu hành nên hỏi: "Ông muốn làm cư sĩ hay xuất gia?", ông đáp: "Xin cho con theo sở nguyện không cạo tóc xuất gia" và từ đó đến cuối đời ông vẫn giữ hình tượng người cư sĩ.
Sau ông đến vùng Giang Tây, tại đây lúc bấy giờ là nơi giáo hóa của Thiền sư Mã Tổ Đạo Nhất và rất hưng thịnh. Tại đây ông cũng hỏi Thiền sư Mã Tổ:"Chẳng cùng muôn pháp làm bạn là người gì?", Mã Tổ đáp: "Đợi miệng ông hút hết nước Tây giang, ta sẽ nói với ông." Ngay câu nói này, ông đại ngộ và được Mã Tổ ấn khả, ông tiếp tục ở lại đây tu tập thêm hai năm để bảo nhậm công phu, Ông có làm bài kệ tỏ ngộ:
Mười phương đều tụ lại
Người người học vô vi
Đây là trường tuyển Phật
Tâm không thi đậu về.

### Sau khi đại ngộ
Sau ông trở về nhà lấy thuyền và chở toàn bộ của cải đem đổ hết xuống sông Tương Giang (có sách khác nói là động Đình Hồ), ông cúng dường khu gia thất cho việc xây chùa và cất một am thất nhỏ để ở và tu hành. Cô con gái Linh Chiếu hàng ngày chẻ tre làm sáo bán lấy tiền nuôi cha, người con trai làm nông nuôi mẹ. Vợ ông, người con trai, con gái (con gái ông ngộ đạo lúc 18 tuổi) khi nghe ông đối đáp Thiền với các vị Thiền sư khác thì cũng đại ngộ. Và như thế cả gia đình ông đều là những người thực hành Thiền Tông và chứng ngộ, đây là một sự việc hết sức hiếm có trong lịch sử Phật giáo.
Ông có làm bài kệ về gia đình mình như sau:
| 有男不婚 有女不嫁 大家團樂頭 共說無生話 | Hữu nam bất thú Hữu nữ bất giá Đại gia đoàn biến đầu Cộng thuyết vô sinh thoại. | Có trai không cưới Con gái không gả Cả nhà chung hội họp Đồng bàn lời vô sinh. |

Đây là một số công án Thiền biểu thị cho sự ngộ đạo và thấu hiểu Thiền của gia đình ông:
Một hôm đang ngồi trong am, ông chợt nói: "Khó khó, mười tạ đầu mè trên cây vuốt."
Bà Bàng (vợ ông) đáp: "Dễ dễ trên đầu trăm cỏ ý Tổ sư."
Cô con gái Linh Chiếu nói: "Cũng chẳng khó, cũng chẳng dễ, đói đến thì ăn, mệt ngủ khò."
Hôm khác, ông hỏi con gái: "Cổ nhân nói: 'Sáng sáng đầu trăm cỏ, sáng sáng ý Tổ sư' là sao?"
Linh Chiếu thưa: "Lớn lớn già già thốt ra lời ấy."
Ông hỏi: "Con thế nào?"
Linh Chiếu đáp: "Sáng sáng đầu trăm cỏ, sáng sáng ý Tổ sư."
Ông bèn cười.
Ông từng đến thăm nhiều vị Thiền sư nổi tiếng đương thời như Dược Sơn Duy Nhiễm, Đan Hà Thiên Nhiên...và thực hiện pháp chiến với họ và được họ kính trọng về khả năng về Thiền học của mình. Đặc biệt ông rất thân thiết với Thiền sư Đan Hà Thiên Nhiên và hai người là bạn thân, thường xuyên thăm hỏi qua lại lẫn nhau. Dưới đây là một công án điển hình của ông với Thiền sư Đan Hà:
Một hôm, ông đến viếng Thiền sư Đan Hà Thiên Nhiên. Thiền sư Đan Hà làm thế chạy.
Ông bèn nói: "Vẫn là thế phóng thân, thế nào là thế tần thân?"
Thiền sư Đan Hà liền ngồi, ông thấy vậy vẽ dưới đất chữ Thất, Đan Hà vẽ đáp chữ Nhất.
Ông nói: "Nhân bảy thấy một, thấy một quên bảy." Đan Hà đứng dậy đi.
Ông gọi: "Hãy ngồi nán một chút, vẫn còn câu thứ hai."
Đan Hà bảo: "Trong ấy nói được sao?"
Ông bèn khóc ra đi.
Ngoài ra, công án lúc ông từ biệt Thiền sư Dược Sơn cũng là một công án nổi tiếng và về sau được đưa vào trong tập công án Bích Nham Lục nổi tiếng: 
Khi ông từ biệt ra đi, Thiền sư Dược Sơn sai mười thiền khách tiễn đến cửa.
Ông chỉ tuyết đang rơi nói: "Tuyết đẹp thay! Từng phiến, từng phiến không rơi chỗ khác."
Có Toàn thiền khách hỏi: "Rơi xuống đâu vậy?"
Ông cho một tát tai.
Toàn thiền khách kêu lên: "Sao thô bạo vậy."
Ông đáp: "Vậy cũng xưng là thiền khách, ngay lão Diêm Vương cũng chẳng thể tha ông."
Toàn thiền khách hỏi: "Còn cư sĩ thì sao?"
Ông lại tát thêm một cái nữa và nói: "Có mắt như mù, có miệng như câm."

### Thị tịch
Năm 808, sau nhiều năm du phương khắp nơi, ông già yếu và trở về ẩn cư tại Hương Châu, tỉnh Quảng Tây và có chút bệnh. Một hôm, ông thấy đến lúc mình có thể thị tịch rồi nên gọi con gái Linh Chiếu ra xem mặt trời đúng giờ ngọ hay không. Linh Chiếu ra xem rồi vào thưa: "Mặt trời đã đúng ngọ, mà sao bị sao thiên cẩu ăn mất." Ông tự ra xem nhưng chả thấy có gì, quay vào thất thì thấy con gái đã ngồi tọa Thiền vào chổ của cha từ lúc nào và an nhiên thị tịch. Ông vào thấy vậy cười nói: "Con gái ta lanh lợi quá."
Rồi ông lo liệu hậu sự, trà tỳ nhục thân cô con gái và dự định bảy ngày sau sẽ tịch. Có Vu Công đến thăm bệnh, ông nói: "Tất cả đều là không. Tất cả các vật đều như bóng theo hình." Rồi ông gối đầu lên gối Vu Công mà tịch. Theo lời căn dặn trước khi mất, nhục thân của ông sẽ được trà tỳ và tro cốt  sẽ rải trên sông. Ngày đưa tang có hàng ngàn tăng, tục rơi lệ đến viếng ông.
Vợ ông là Bà Bàng sau khi nghe chồng và con gái đã tịch, tự nói: "Con gái ngu si với ông già vô tri, không báo tin mà đi sao đành vậy!" Bà ra báo tin cho con trai ngoài đồng, người con trai đang cuốc đất nghe tin cha với em đã mất bèn đáp:"Dạ!" một tiếng với mẹ xong rồi chống cuốc đứng mà tịch. Bà Bàng nói: "Thằng này sao ngu si lắm vậy!" Sau khi bà hỏa táng con trai xong, bà từ biệt hết tất cả người quen, thân thuộc rồi biệt tích.

### Nhận xét
Theo Tâm Thái nhận xét: "Câu chuyện cư sĩ Bàng Long Uẩn thị tịch này đối với các vị Thiền sư thì không có gì lạ lắm, vì trong các chuyện về đời các Thiền sư thường kể các vị đó khi sắp tịch đều biết trước và khi ra đi rất là tự tại, thường đều sửa sọan trước, tới khi ra đi đều ngồi kiết già, căn dặn các đệ tử xong xuôi mới tịch. Nhưng ở đây có đặc biệt là chẳng những riêng ông Bàng Uẩn, mà con gái và con trai cũng ra đi một cách rất an nhiên tự tại. Thái độ bình tĩnh của bà cũng đặc biệt không kém vậy. Cả một gia đình mà đồng ngộ đạo như vậy thì là một chuyện thật hiếm có. Người sau này nói ông đúng là một Duy Ma Cật."